# Carolina Córdova
Carolina Daniele Córdova Silva (La Paz, Bolivia; 29 de septiembre de 1987) es una administradora de empresas y presentadora de televisión boliviana.

## Biografía
Carolina Córdova nació el 27 de septiembre de 1987 en la ciudad de La Paz. Comenzó sus estudios escolares en 1993, saliendo bachiller el año 2005 del colegio Loreto de su ciudad natal. 
En 2006, continuo con sus estudios profesionales, ingresando a estudiar en la Universidad Privada del Valle (UNIVALLE), graduándose como administradora de empresas el año 2010.
Carolina ingresó a la televisión boliviana el año 2003 a sus 16 años de edad, con el programa juvenil "Teens" de la Red UNO. Posteriormente, el año 2009 pasó a conducir un programa de espectáculos en la Red Unitel. Trabajó en ese canal por un tiempo de 4 años hasta 2013.
El año 2013, Carolina contrajo matrimonio con Felipe Agramont, del que unos años después se divorciaría. En 2014 a sus 27 años, nació su primer hijo (Franco Agramont Córdova). El año 2015, Carolina volvió nuevamente a la Red Unitel como presentadora del clima y farándula hasta el año 2017.
El año 2019, nació su segundo hijo (Bruno Agramont Córdova).

### Red ATB (2018-2021)
El 15 de agosto de 2018, Carolina Córdova regresa nuevamente a la televisión boliviana, ingresando a trabajar en la Red ATB como presentadora de noticias junto a Daniel Ardiles y otros presentadores más. Estuvo en dicho red televisiva por lapso de tiempo de 3 años hasta el 25 de agosto de 2021. 